# هوني كابيتال
هوني كابيتال هي شركة مساهمة خاصة صينية مملوكة لشركة ليجيند القابضة، قدم ليجيند القابضة هوني وهو رائد الصناعة في الصين مع شركة ناشئة في الاستثمار الخاص في رأس المال، . تمتلك الي 10 مليارات دولار أمريكي تحت الإدارة. تستثمر أيضًا في العلامات التجارية الاستهلاكية الخارجية من أجل خلق قيمة من خلال توسيع وجودها في الصين. 
استثمرت شركة في مجالات الأدوية والرعاية الصحية، والاستهلاك والتموين، والثقافة والإعلام، وحماية البيئة والطاقة الجديدة، بالإضافة إلى التصنيع المتطور.

## روابط خارجية
- الموقع الرسمي